# Ted Rosvall
Ted Johan Rosvall, född den 10 april 1952 i Västerås,[källa behövs] är en svensk kyrkomusiker, författare, föreläsare och släktforskare. 

## Biografi
Rosvall intresserade sig redan i unga år för furstlig genealogi och skaffade sig både kunskaper och kontakter inom området, samt var tidig med att använda datorteknik som hjälpmedel. Han har gett ut flera genealogisk-historiska skrifter samt handböcker i släktforskning, och på det egna förlaget Rosvall Royal Books ett tjugotal genealogier, biografier och bildalbum om Europas furstehus.[källa behövs] Han ger även ut specialtidskriften Royalty Digest Quarterly med artiklar om Europas suveräna furstehus.[källa behövs] Han var 2000–2008 ordförande i Sveriges Släktforskarförbund. Sedan 2020 är han ordförande i Slöta Natur och Hembygdsförening.[källa behövs]
Under åren 2008–2015 hjälpte han till med researchen till samtliga avsnitt i SVT:s släktforskningsprogram "Vem tror du att du är?" samt medverkade själv i rutan i 32 av dem. 2018 deltog han också i ett avsnitt av TV-serien Arvinge okänd och 2019 i brittiska "Who do you think you are?" med filmstjärnan Kate Winslet.[källa behövs]
2014–2019 bloggade han varje måndag på Nättidningen Rötter om släktforskning, historia, kungligheter med mera. Han föreläser återkommande om släktforskning, emigrantforskning, ätterna Bernadotte och Holstein-Gottorp samt andra europeiska kungahus.[källa behövs]
 

Rosvall driver även en politisk blogg Teds Tankesmedja, och har engagerat sig för ensamkommande flyktingbarn från Afghanistan.

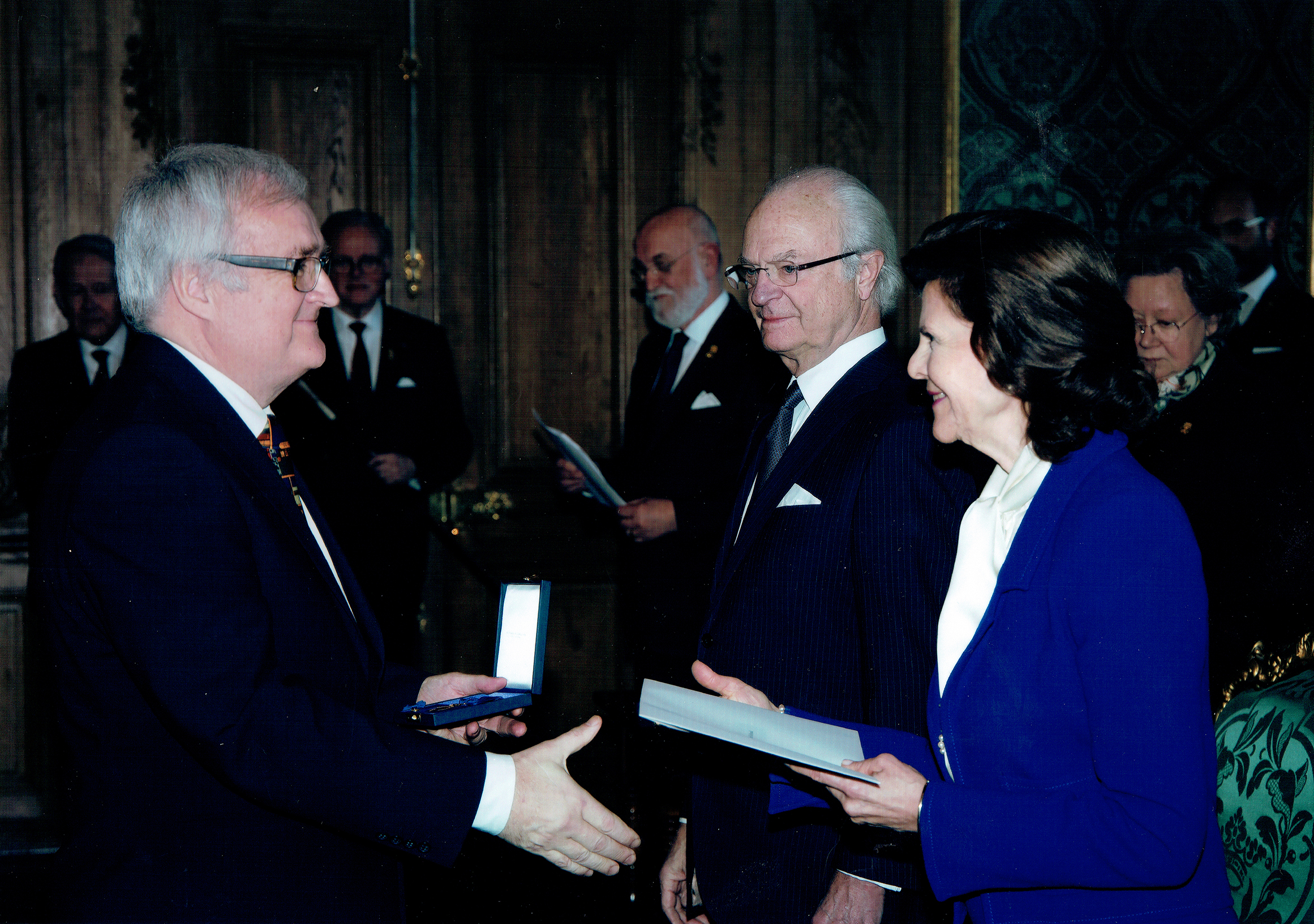
För sina insatser som genealog och kulturförmedlare fick Ted Rosvall 30 januari 2018 H. M. Konungens medalj i guld av 8:e storleken. (Foto: Kungliga hovstaterna)

Rosvall var 1977–2016 yrkesverksam som kyrkomusiker i Falköpings pastorat.[källa behövs] Som kyrkomusiker har han skaldat och komponerat en rad kyrkliga sånger och visor, till exempel Fanfar för ett barn, Vårljus, När kungen rider in, Påskljus och I Advent - samt även den omtyckta skolavslutningssången Vi har pluggat färdigt. Som trubadur framför han gärna sånger av Evert Taube, Birger Sjöberg och Cornelis Vreeswijk, men också amerikanska evergreens och gamla svenska örhängen.[källa behövs]

## Utmärkelser
- H.M. Konungens medalj i guld av 8:e storleken (Kon:sGM8, 2018) för förtjänstfulla insatser som genealog och kulturförmedlare[8]

### Kåserier

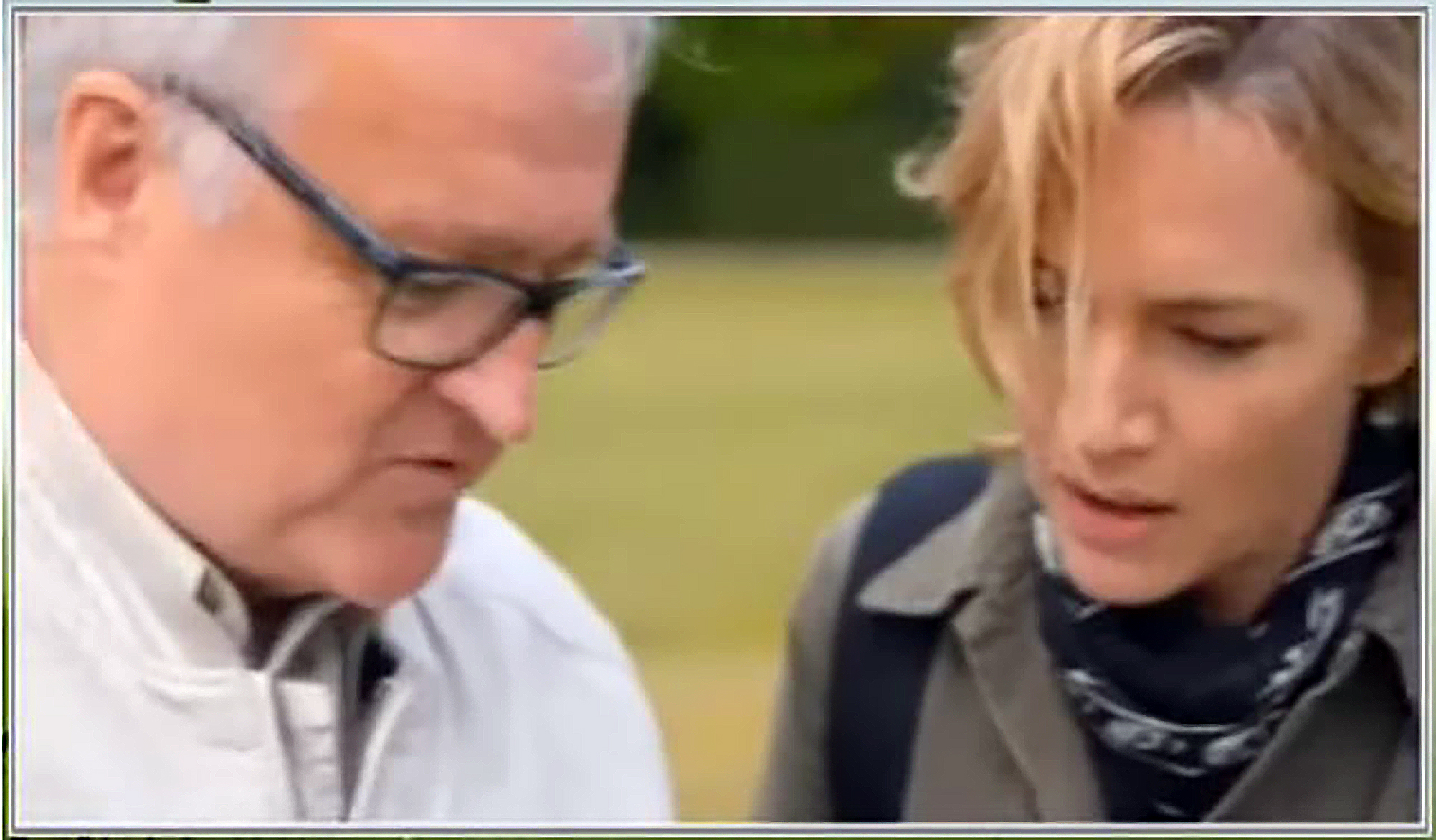
Ted Rosvall med Kate Winslet vid TV-inspelningen på Sperlingsholm nära Halmstad, våren 2019.